# Mantispa scabricollis
Mantispa scabricollis är en insektsart som beskrevs av Mclachlan in Fedchenko 1875. Mantispa scabricollis ingår i släktet Mantispa och familjen fångsländor. Inga underarter finns listade i Catalogue of Life.